# 조대돈
조대돈(1984년 1월 8일~)은 대한민국의 다이빙 선수로, 2000년 하계 올림픽에 참가했다.